# ドナルド・クレッシー
ドナルド・レイ・クレッシー（Donald Ray Cressey、1919年4月27日 - 1987年7月21日）は、アメリカ合衆国の犯罪学者、社会学者。彼は犯罪調査に基づき、組織の内部関係者が不正行為に至る際の原因となる、三つの要素を導き出した。
- 機会 - 不正行為の実行を容易に可能にする機会や環境の存在
- 動機 - 不正行為を働くことに至った事情
- 正当化 - 働いた不正行為に対し、自らを納得させる身勝手な理由付け

これらは不正のトライアングル（fraud triangle）と呼ばれている。

## 参考資料
1. ↑  不正のトライアングルとは何か？セキュリティインシデントが発生するメカニズムを解説